# Canon de montagne

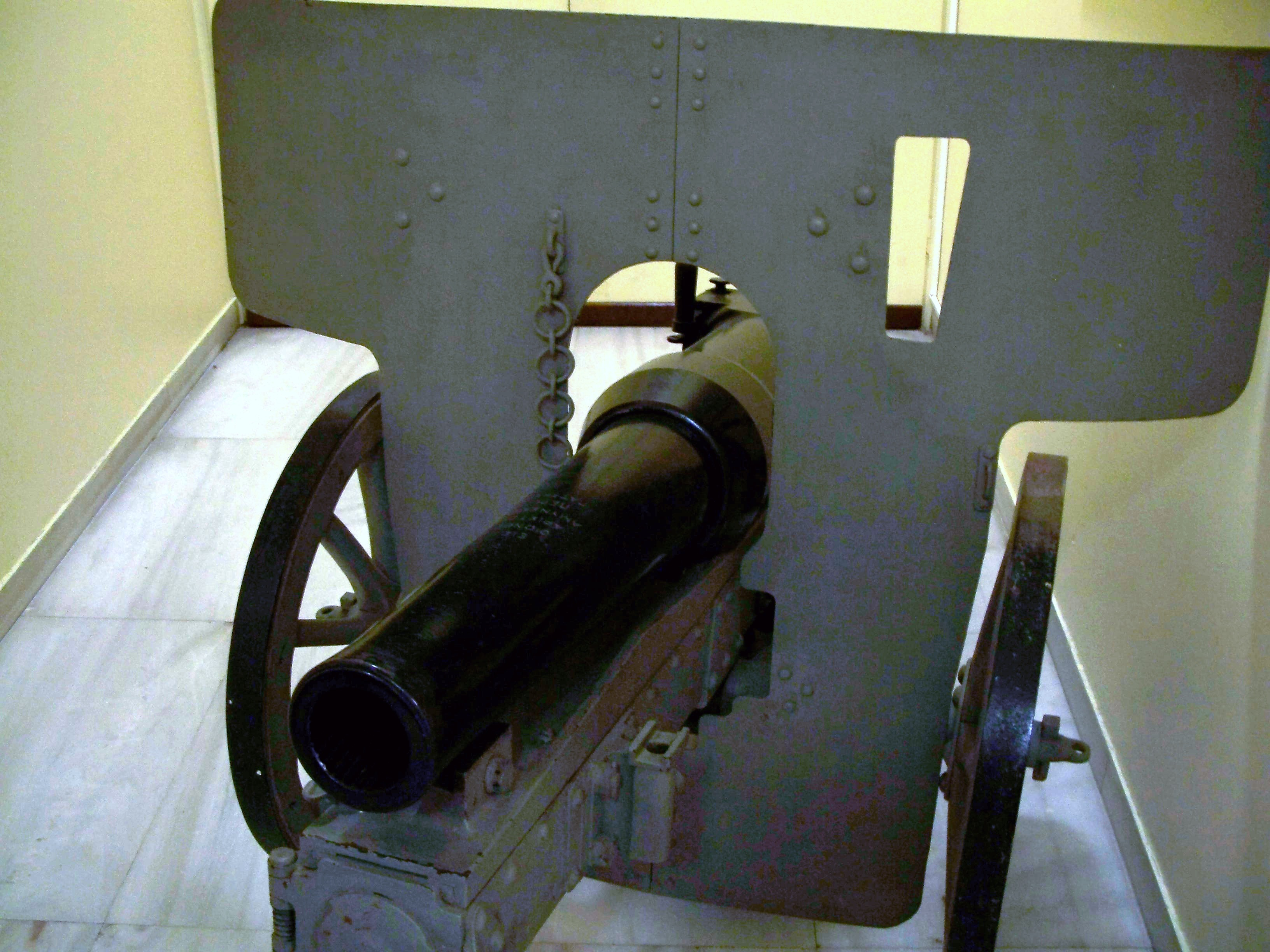
Canon de montagne, musée national historique d'Athènes, Grèce.

Un canon de montagne est une pièce d'artillerie conçue pour une utilisation dans la guerre en montagne et les zones difficiles d'accès pour les véhicules. Ils sont semblables à des armes de soutien d'infanterie, et sont généralement susceptibles d'être décomposés en plus petites charges pour faciliter le transport.

## Histoire
Utilisés durant les conflits du XIXe siècle et pendant la Première Guerre mondiale, ils sont abandonnés après la Seconde Guerre mondiale car devenus obsolètes face à l'allongement de la portée des canons, qui peuvent maintenir atteindre n'importe quel point en tirant depuis les vallées. De même, les obusiers et canons peuvent être transportés directement dans des zones difficiles d'accès par hélitransport.
Ce sont les unités parachutistes qui continuent d'utiliser des canons et obusiers de montagne jusque dans les années 1950.

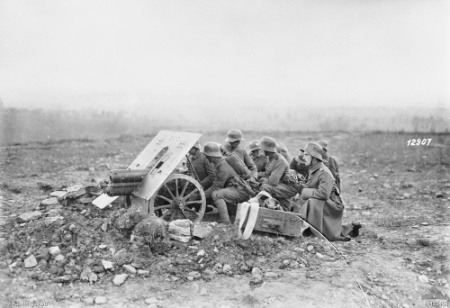
Troupes allemandes utilisant un canon de montagne 7.5 cm GebK 15 pendant la Première Guerre mondiale, octobre 1918.
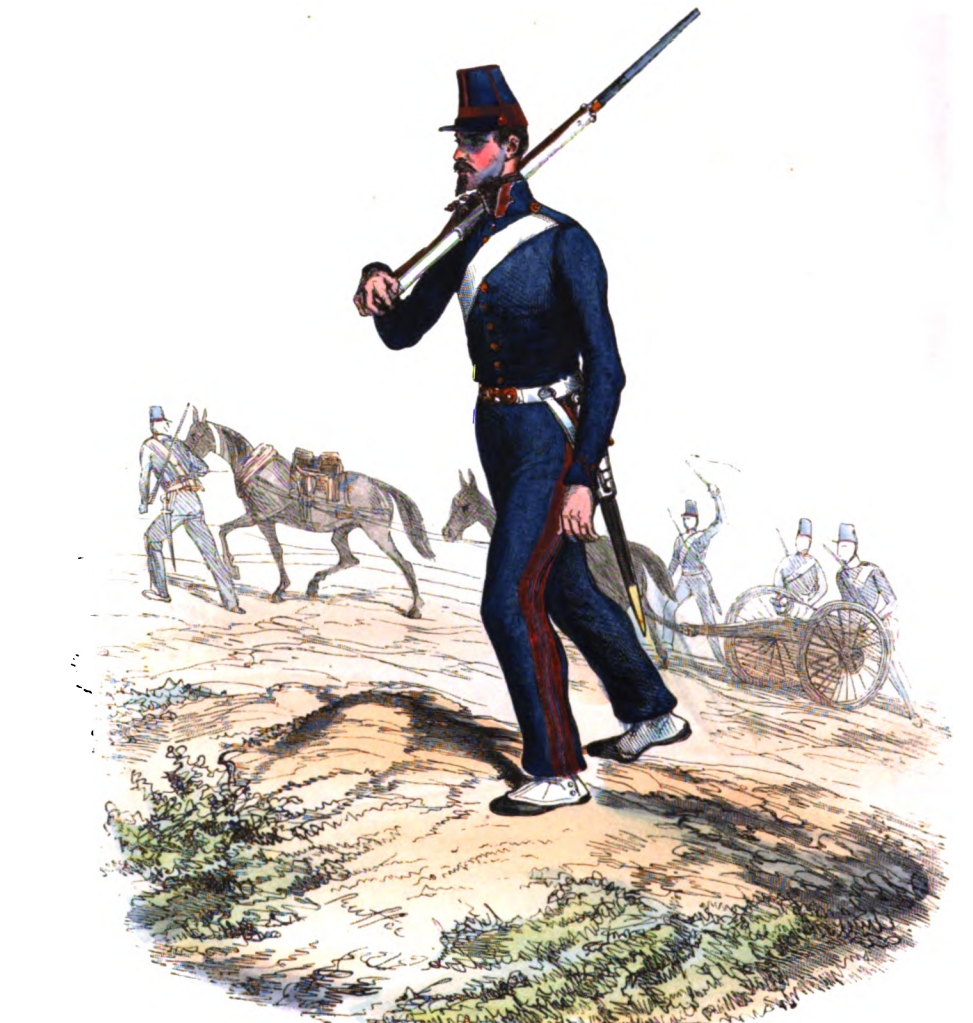
Artillerie de montagne française - Tenue de campagne vers 1840.
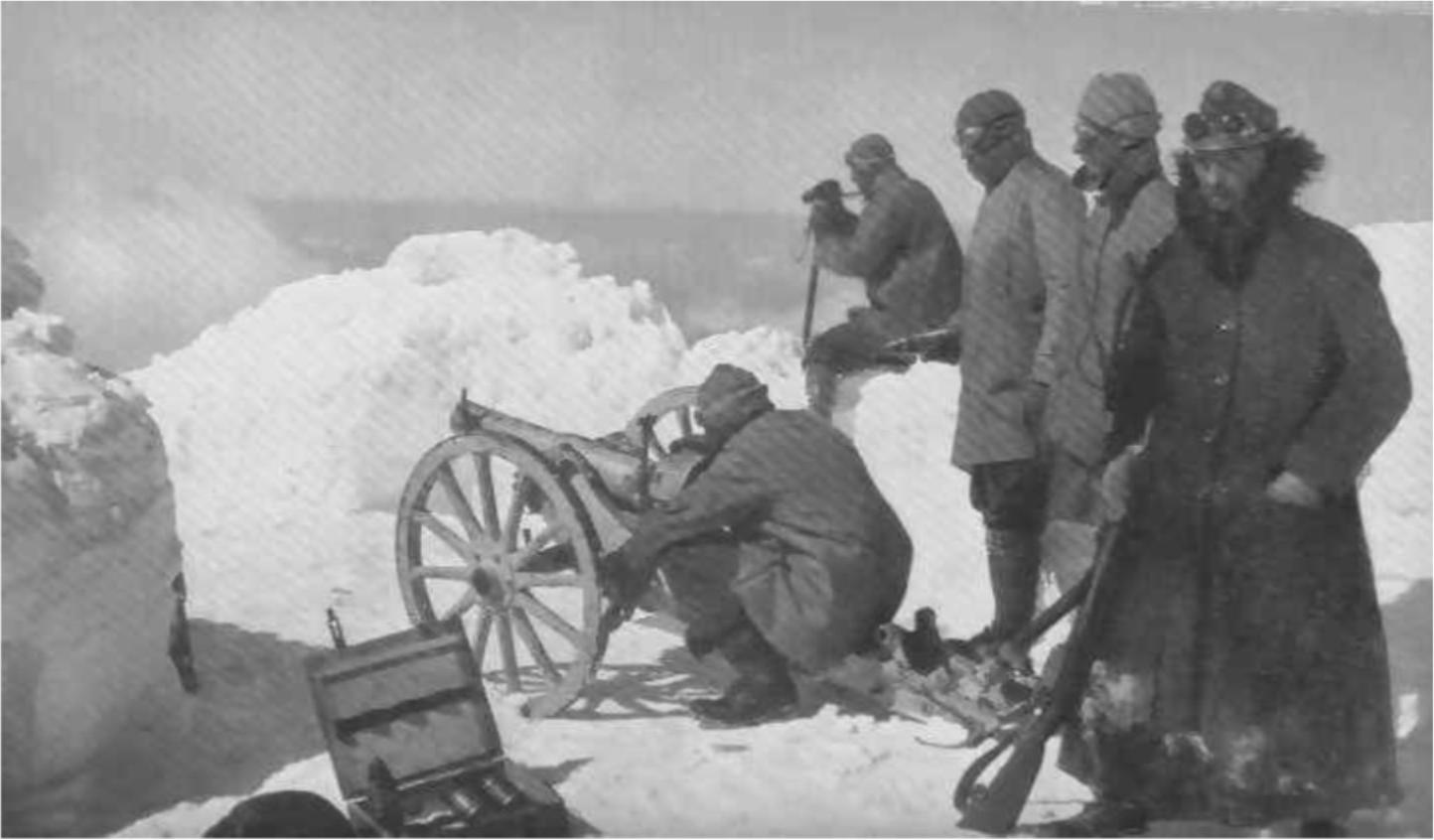
Un Gebirgsgeschütz M99 austro-hongrois en action.
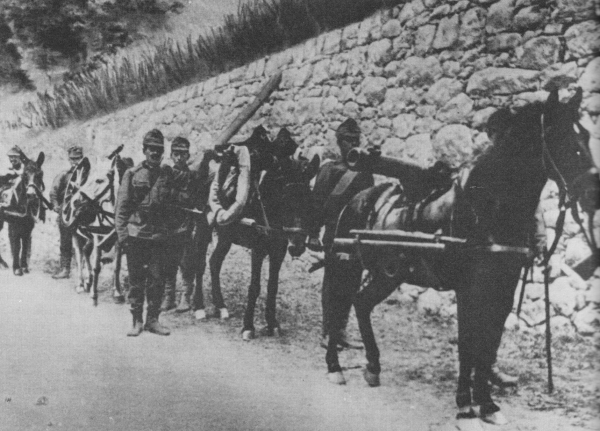
Artillerie de montagne austro-hongroise démontée et transportée à dos de mule, v. 1915-1918.